# Jõesuu (Jõelähtme)
Jõesuu is een plaats in de Estlandse gemeente Jõelähtme, provincie Harjumaa. De plaats heeft de status van dorp (Estisch: küla).

## Bevolking
Het dorp had 71 inwoners op 31 december 2011 en 76 inwoners op 31 december 2021.

## Ligging
Jõesuu ligt aan de monding van de rivier Jägala. De naam Jõesuu betekent dan ook ‘riviermond’.